# Juchnow
Juchnow (ros. Юхнов) – miasto w środkowej Rosji, w obwodzie kałuskim nad rzeką Ugrą u ujścia do niej Kunawy. Miejscowość znana od XV w. Prawa miejskie od 1770 roku. Około 7,5 tys. mieszkańców (2005).

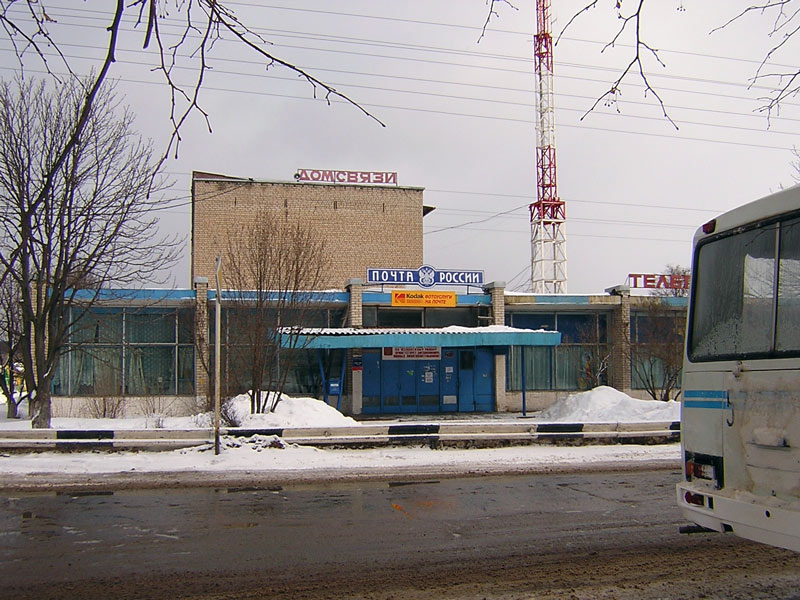
Poczta w Juchnowie